# يوجينيو بيريرا سالاس
يوجينيو بيريرا سالاس (بالإسبانية: Eugenio Pereira Salas)‏ هو كاتب ومؤرخ تشيلي، ولد في 19 مايو 1904 في سانتياغو في تشيلي، وتوفي بنفس المكان في 17 نوفمبر 1979.